# Park Duże Planty w Mikołowie
Duże Planty w Mikołowie – zespół parkowy na terenie Mikołowa, a dokładnie na terenie dzielnic Centrum i Wymyślanka. 

## Historia
Powstał w XVIII wieku na zlecenie mikołowskiego rotmistrza Korwin-Wierzbickiego. W 2001 roku został odnowiony i wpisany do rejestru zabytków. W parku tym znajdują się głazy narzutowe z okresu epoki lodowej, plac zabaw, dwa stawy oraz przepływa przez niego potok Aleksander, dopływ rzeki Jamny. Na wzgórzu w centrum parku znajduje się dawny domek parkowy będący altaną do przesiadywania wieczorów dla rotmistrza, obecnie przekształcony jest on w domek harcerski będący miejscem zbiórek harcerzy ziemi mikołowskiej. Park dawniej znany był jako Charlottenthal, ponieważ utworzony został na cześć ukochanej Korwin-Wierzbickiego - Charlotty. Fakt ten upamiętnia kamień-pomnik przedstawiający imiona Korwin-Wierzbickiego i Charlotty objęte sercem.  

## Przypisy

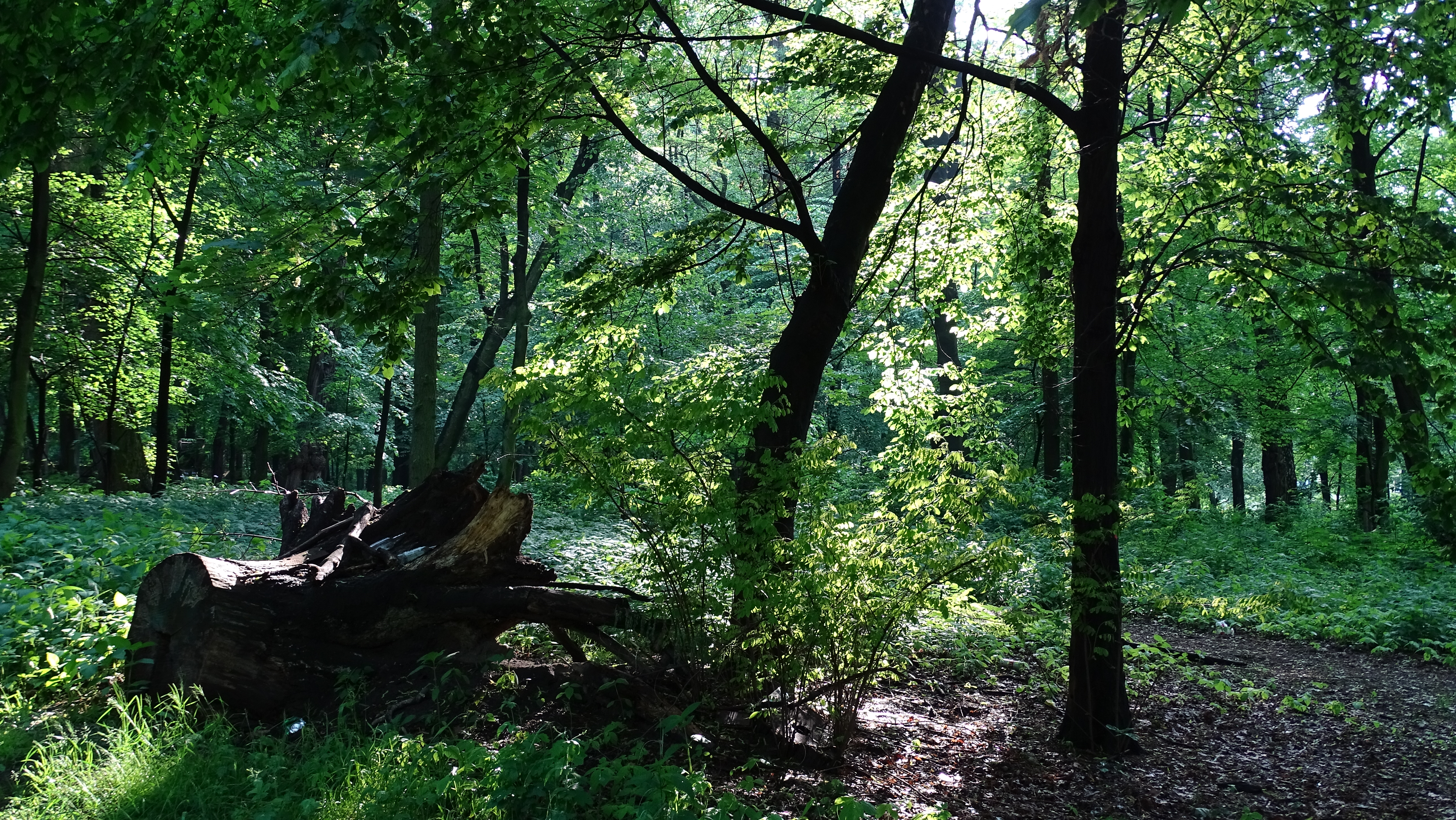
Część naturalna - Planty Duże

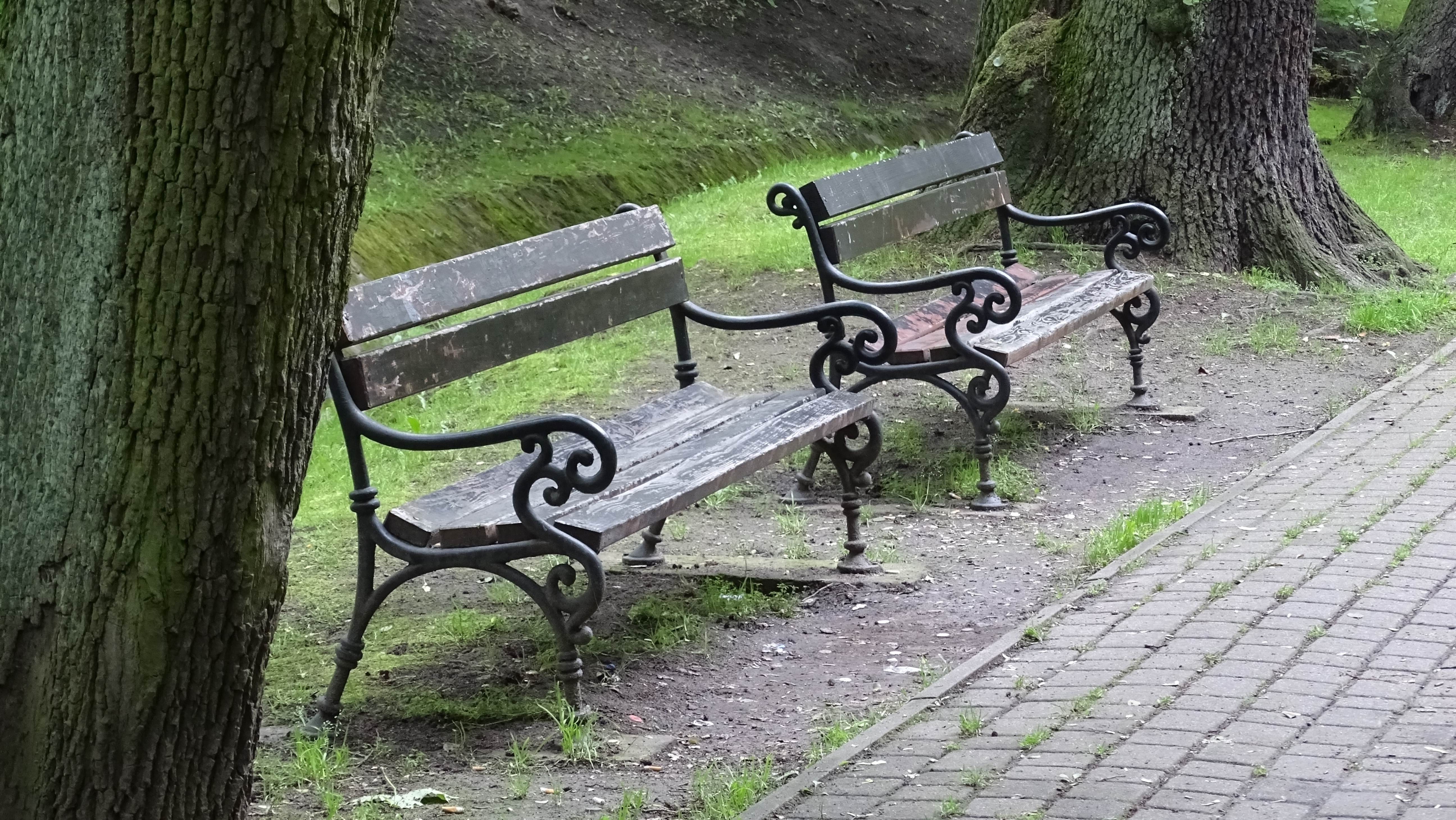
Ławki na Plantach Mikołowskich

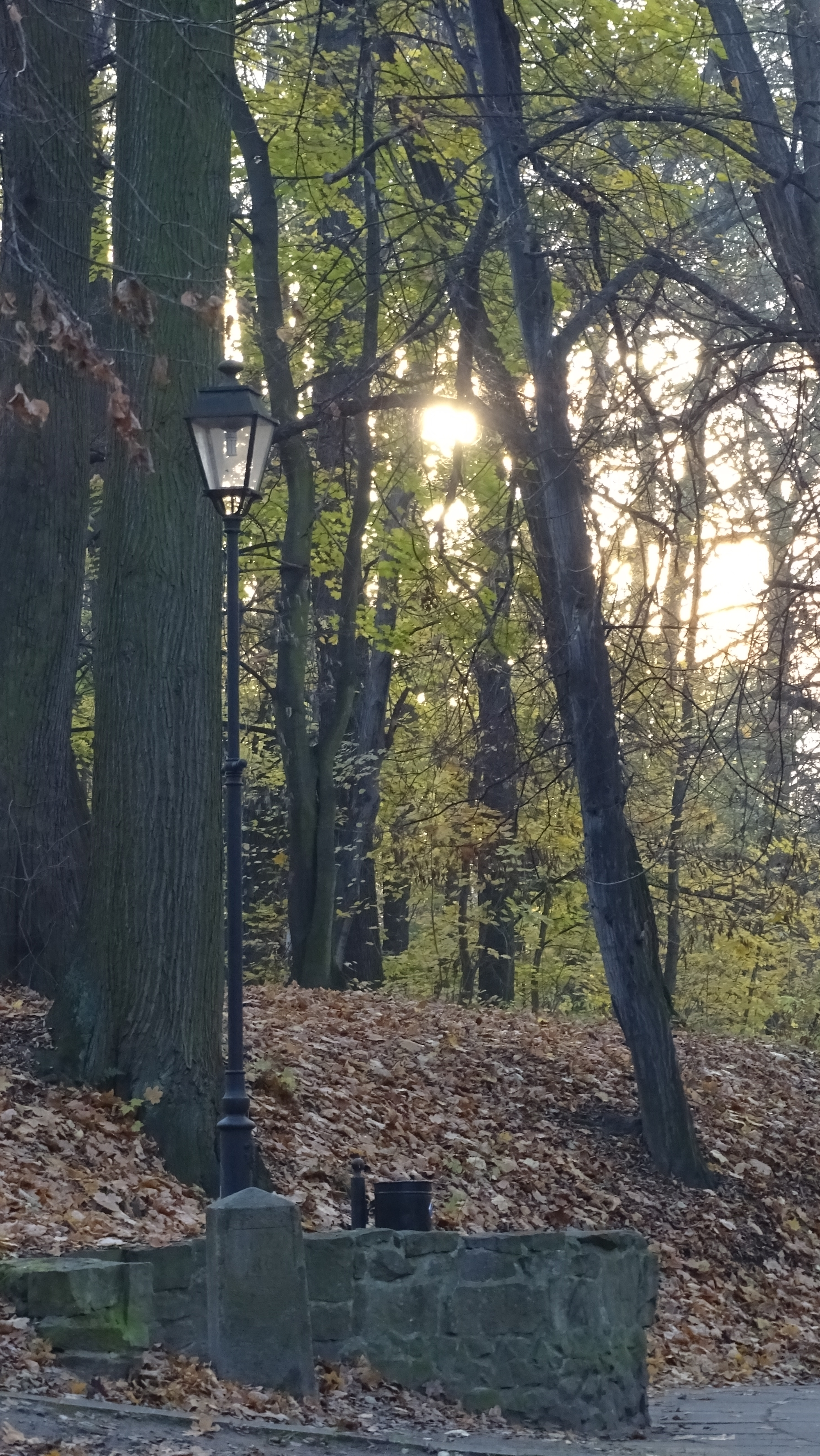
Kamień-pomnik upamiętniający miłość Charlotty i Korwin-wierzbickiego

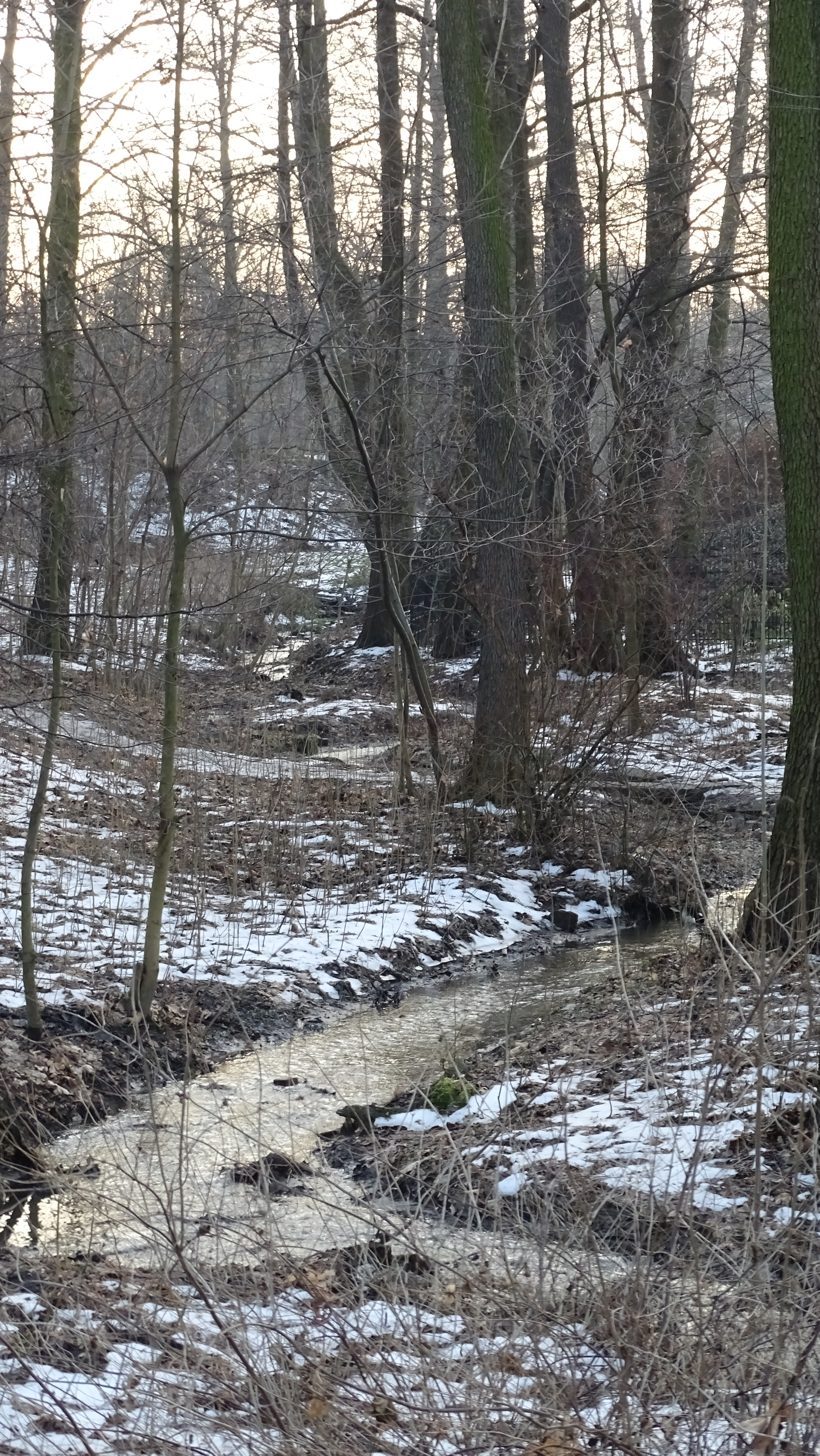
Duże Planty w Mikołowie - część naturalna